# Puris no Vale do Paraíba
Os puris foram um grupo indígena, até recentemente  considerado extinto, mas que passa por um processo de ressurgência e que originalmente habitava os estados brasileiros do Espírito Santo, Rio de Janeiro e Sudeste de Minas Gerais. Com a ocupação dos Campos dos Goytacazes pelo latifúndio canavieiro "os bravos morreram e os outros se exilaram nas matas das Minas Gerais", como registrou  Saint Hilaire. De Cabelos grandes, rasparam a parte baixa do cabelo e passaram a ser chamados de coroados. Os coroados estabeleceram luta contra os Puris que buscaram apoio entre os portugueses. Os Puris foram os primeiros habitantes do Vale do Paraíba e seus últimos redutos se situaram na nascente do Rio Carangola, onde hoje se situa a cidade chamada Orizânia.
Uma estrada aberta pelos bandeirantes que ia de Taubaté a Campos dos Goytacazes favoreceu o extermínio dessa população. No Vale do Muriaé e no Vale do Carangola somente remaneceram até o século XX, porque até o século XIX era considerada Zona Proibida, por onde não se podia transitar, sob pena de crime de descaminho.
A nascente do Rio Carangola em Orizânia, situada na serra divisora da Rio Doce da Rio do Paraíba é equidistante do desaguar deste rio no Rio Muriaé, em Itaperuna da cidade que ficava na borda da mata da Zona Proibida, Abre Campo. Tanto para Abre Campo quanto para Itaperuna a distância é de cerca de 50 km.
Os primeiros habitantes do Vale do Paraíba Os povos indígenas despertam todas as fantasias possíveis e imagináveis: passam a ser encarados com romantismo, receios infundados, exotismo, folclore... Raramente, como seres humanos capazes de realizar, de escolher livremente, de tecer a sua vida, de fazer a sua história e, até, de errar".
Os índios puris habitaram grande parte do Vale do Paraíba concentrando-se principalmente entre as Serras do Mar e da Mantiqueira. Podemos afirmar que os indígenas do Vale do Paraíba entraram em contato com o homem branco acerca do ano de 1587, na exploração comandada por Domingos Luis Grou, uma das primeiras expedições a percorrer o Vale. Porém, em 1562, já existem escassos registros dos índios Puris próximos às margens do rio Paraíba do Sul. Uma reunião na Câmara de São Paulo, no ano de 1591, refere-se à presença de "gente, no Paraíba, e Guaramirins e os índios do sertão".
Com a abertura do Caminho Novo, a movimentação pelo Vale do Paraíba, inclusive pelas terras da Freguesia da Piedade, intensificou-se. Os brancos adentraram a mata fechada, ocorrendo os embates entre os exploradores e os índios. Os Puris foram descritos como calmos e receptivos por alguns e valentes e armados por outros. De fato, podemos perceber que o homem branco sempre os combateu. Com a exploração das terras, o índio foi, muitas vezes, empregado. Sobre os indígenas, existem os relatos de alguns viajantes e escritores que permitem traçar o perfil deste indígena vale paraibano. Leis cuidavam para que não fossem exterminados, mas, como em toda história brasileira (e nesta região não seria diferente), o extermínio dos indígenas ocorreu. Contudo, a presença indígena no Vale fica clara nos costumes da população e nos traços físicos carregados pelas gerações que aí edificaram suas moradas e, como consequência da miscigenação de raças, deram continuidade à cultura indígena, mesmo que mesclada com a do homem branco

## Localização no Vale
Os índios Puris habitaram em grande parte do Vale do Paraíba: São José dos Campos (como registrado no brasão do município), Caçapava, Taubaté (foi a aldeia fundadora da cidade), Guaratinguetá, Lorena, Canas, Cachoeira Paulista, Bananal e chegando em áreas de Minas Gerais e Rio de Janeiro (como em Angra dos Reis). Os Puris tinham seus grupos distribuídos desde o Rio Paraíba do Sul até o Espírito Santo, penetrando na parte oriental de Minas Gerais e chegando até a área dos goitacazes, entre o Baixo Paraíba do Sul e Macaé. O território habitado por estes índios eram regiões por onde passavam o Caminho Velho e o Caminho Novo com destino a Minas Gerais. O Caminho Velho era iniciado por Parati, porém, em 1725, o Caminho Novo começou a ser criado, abrindo-se picadas na mata e expulsando-se os índios da região. Dos Puris que habitavam o Vale do Paraíba paulista, podem ser citados os da região de Lorena, a antiga Freguesia da Piedade. Podem também ser citados os puris que habitavam a Garganta do Embaú.

## Identidade
Existem descrições sobre os Puris elaboradas por cientistas da época. Existem, também, divergências ou falta de detalhes nos relatos existentes. Os índios Puris são identificados como descendentes dos Coropós e Coroados, ou espécie semelhante a estes, como descrevem os cientistas Von Spix e Von Martius nas expedições realizadas no início do século XIX. Seus aspectos físicos não eram diferenciados das demais tribos. Estes indígenas são mencionados com os seguintes aspectos físicos: baixos ou de estatura mediana, robustos, largos, achatados, pescoço curto e grosso, formas arredondadas, pés largos e dedos grandes, pele macia de cor parda-escura, cabelo comprido liso de cor negra, sem cabelo nas axilas e peito, rosto largo, testa estreita, nariz curto, olhos pequenos, boca pequena e de dentes claros.

## Hábitos e costumes
Os Puris poucos se distinguem dos Coropós e Coroados também em seus aspectos culturais. O significado da palavra Puri, em língua tupi, pode ser colocado como "... gentinha ou povo miúdo ou comedor de carne humana (dependendo da interpretação)". Contudo, no Brasil, afirma-se que a expressão "comedor de carne humana" não se aplica, pois este conceito não se firma nos estudos e sim apenas nos relatos dos viajantes da época. Poucos estudiosos atribuem aos Puris as práticas antropofágicas: sendo assim, as acusações de canibalismo deste povo não deixaram nenhuma evidência, não podendo ser comprovada esta afirmação. Também existem relatos que descrevem os índios Puris como traiçoeiros e desumanos com os homens brancos, contudo esses atos podem ser tidos como resistência contra as agressões e conquistas dos europeus para defesa de seu território, sua família, sua tribo. Para o autor Cláudio Moreira Bento:
"...Não se conhecia fato algum de um puri que haja matado um branco. Quando os brancos embrenhavam-se na mata para colher a planta medicinal poaia, ao encontrarem os puris, estes se punham a correr, arriscando-se furtivamente a apanharem, para seus usos, as ferramentas dos brancos. O próprio nome "puri" significava, na língua deles, "gente mansa ou tímida"."
Na região do Vale do Paraíba, as afirmações são claras a respeito do comportamento do índio puri: são calmos, covardes, medrosos e ingênuos, eram mansos e tímidos. Muitos relatos dão conta do medo e da suscetibilidade com que aceitavam a invasão pelo homem branco e trabalhavam para estes. Não roubavam, não eram mentirosos e nem ambiciosos. A personalidade do índio Puri é descrita, na maioria dos relatos, como dócil e suscetível ao trabalho a ele imposto pelo homem branco.
O temperamento dos índios puris, segundo alguns historiadores, era calmo, apático e conformado com sua condição [selvagem], porém quando enfurecidos tornavam-se vingativos, não esquecendo uma ofensa. (...) tiveram seus grupos distribuídos desde o rio Paraíba do Sul até o Espírito Santo.— Do livro: Guaçuí (ES) Ensaio & História
Quanto aos costumes e hábitos indígenas, muito se diferenciavam da cultura dos portugueses. Estes iniciavam suas entradas na mata e tinham contato com uma cultura diversa da sua: muitas vezes, estas culturas, aos olhos do homem branco, eram exóticas, incompreendidas e mal interpretadas. A contradição da busca por riquezas e a indiferença do índio pelas coisas materiais eram fatores que o homem branco não conseguia compreender. Eram opostos extremos: os índios almejavam a harmonia com a terra para o seu sustento e o europeu buscava apenas a riqueza, adentrando a mata e tomando posse do que, antes, era de todos e que, a partir de então, seria do homem branco.
A língua dos Puris era diferente dos demais indígenas. Era caracterizado por um vocabulário esparso e do qual alguns viajantes fabricaram pequenos dicionários. Os Puris tinham sua sociedade composta por um chefe, por um sacerdote e homens e mulheres com funções distintas. O chefe era eleito pela astúcia, braveza e habilidades de guerreiro e não tinha poder efetivo sobre seu povo:
" Na sociedade indígena, chefe não é aquele que manda, mas sim, que aconselha o que deve ser feito. Se os seus seguem ou não o seu conselho, o problema não é do chefe. Ele é apenas um líder que aconselha, não um patrão que determina o que deve ser feito."
Ao sacerdote, se destinavam as tarefas religiosas e rituais de cura; aos homens, cabiam a fabricação de armas, a caça e a guerra; as mulheres cuidavam da colheita, recolher as caças abatidas e cuidar das vasilhas e demais utensílios usados na tribo. Cada índio podia escolher mais de uma esposa, eram polígamos.
A sociedade indígena desta espécie não exercia a agricultura nem a navegação, retiravam da natureza seus meios de subsistência. Por isso, viviam em habitações provisórias, eram nômades.
A religião era a devoção a vários seres poderosos: contemplavam a natureza e seus fenômenos como deuses. Usavam colares protetores para afastar animais ferozes. Ressalta-se o papel do sacerdote como símbolo maior do poder da religião dentre os índios. Os índios, após o falecimento, eram colocados em vasos de barro e sua habitação era abandonada por medo do espírito do morto. Alguns destes vasos foram encontrados no município de Canas, cidade vizinha de Cachoeira Paulista, porém, somente estudos arqueológicos avançados poderão explicar a origem real, sem deturpações históricas formuladas pelo homem branco, sobre os costumes, utensílios e a verdadeira genealogia desses habitantes primordiais do Vale do Paraíba.